# Миненко, Леонид Иванович
Леонид Иванович Миненко (17 марта 1923 — 10 октября 2007) — лётчик-испытатель Горьковского авиазавода, полковник. Заслуженный лётчик-испытатель СССР (1964). Участник Великой Отечественной войны.

## Биография
Родился 17 марта 1923 года в селе Крымское ныне Новоайдарского района Луганской области Украины. В армии с апреля 1941 года. В 1944 году окончил школу лётчиков.
Участник Великой Отечественной войны. Сражался на 1-м Прибалтийском и 3-м Белорусском фронтах. Совершил 93 боевых вылета на штурмовике Ил-2.
После войны до 1948 года продолжал службу в строевых частях ВВС. Провёл ряд испытательных работ на реактивных самолётах-истребителях. В 1952—1968 годах — лётчик-испытатель Горьковского авиазавода
За мужество и героизм, проявленные при испытании новой авиационной техники, подполковнику Миненко Леониду Ивановичу 1 мая 1957 года присвоено звание Героя Советского Союза с вручением ордена Ленина и медали «Золотая Звезда».
С августа 1970 года в отставке. Жил в городе Нижний Новгород. Скончался 10 октября 2007 года. Похоронен на Бугровском кладбище города.

## Награды
- Медаль «Золотая Звезда»;
- орден Ленина;
- четыре ордена Красного Знамени;
- два ордена Отечественной войны 1-й степени;
- медали.